# Democràcia Catalana
Democràcia Catalana (DCat, Democracia Catalana) fue un partido político español de ámbito catalán fundado en 2010 por Joan Laporta, que tenía como objetivo la independencia de Cataluña. Obtuvo en 2010 un diputado en el Parlamento de Cataluña y en las elecciones municipales de 2011 un concejal en el Ayuntamiento de Barcelona, siendo ambos cargos ocupados por el propio Laporta.

## Historia
El origen de Democràcia Catalana está estrechamente vinculado a la figura de Joan Laporta, que en 1996 ya había sido uno de los promotores del separatista Partit per la Independència. Durante la etapa final de su mandato como presidente del FC Barcelona Laporta también había expresado su interés por dedicarse a la política y fundar un nuevo partido para promover la independencia de Cataluña, aunque también mantuvo infructuosas negociaciones con Joan Carretero, presidente de la formación independentista Reagrupament, para formar parte de sus listas.
Tras la masiva manifestación celebrada en Barcelona el 10 de julio de 2010, en protesta por la sentencia del Tribunal Constitucional contra el Estatuto de Cataluña, el 20 de julio, Joan Laporta (que acababa de dejar la presidencia del FC Barcelona), junto a Alfons López Tena (entonces militante de Convergència Democràtica de Catalunya) y Uriel Bertran (militante en ese momento de Esquerra Republicana de Catalunya) hicieron público un manifiesto llamado Crida a la Solidaritat Catalana per la Independència (Llamamiento a la Solidaridad Catalana por la Independencia) en el que, emulando el movimiento Solidaridad Catalana de principios del siglo XX, hacían un llamamiento a todos los partidos nacionalistas catalanes para presentar de una candidatura unitaria y transversal en las elecciones del Parlamento de Cataluña de ese año, y declarar la independencia tras los comicios. Sin embargo, todas las formaciones políticas con representación parlamentaria rechazaron incorporarse al proyecto.
Tras varios meses trabajando en la constitución de un nuevo partido, el 21 de julio de 2010 Democracia Catalana quedó inscrito en el registro de partidos del Ministerio de Interior, con Joan Laporta como presidente, Jordi Finestres como secretario y César Martínez como tesorero. Entre los miembros fundacionales se encontraban también Anna Arqué —que había sido portavoz de la Coordinadora per la Consulta sobre la Independència—, Rafael Yuste —vicepresidente del FC Barcelona durante el mandato de Laporta—, Àlex Fenoll y Jordi Piqué.
Tras el rechazo de los partidos mayoritarios a integrar una candidatura conjunta, el 27 de julio de 2010 Laporta anunció que concurría a las elecciones al Parlamento de Cataluña en noviembre de ese año formando la coalición electoral Solidaritat Catalana per la Independència (SI), junto a Catalunya Nació Independència, Partit Republicà Català, Els Verds - Alternativa Verda y Solidaritat per la Independència, partido fundado por Bertran y López Tena. En septiembre de 2010, en unas elecciones primarias, Laporta fue elegido cabeza de lista de SI por la circunscripción de Barcelona. En los comicios del 25-N la coalición obtuvo 102 197 votos y cuatro escaños en el Parlamento catalán —uno de ellos para Democràcia Catalana en la figura de Laporta— pasando a formar parte del grupo mixto de la cámara.

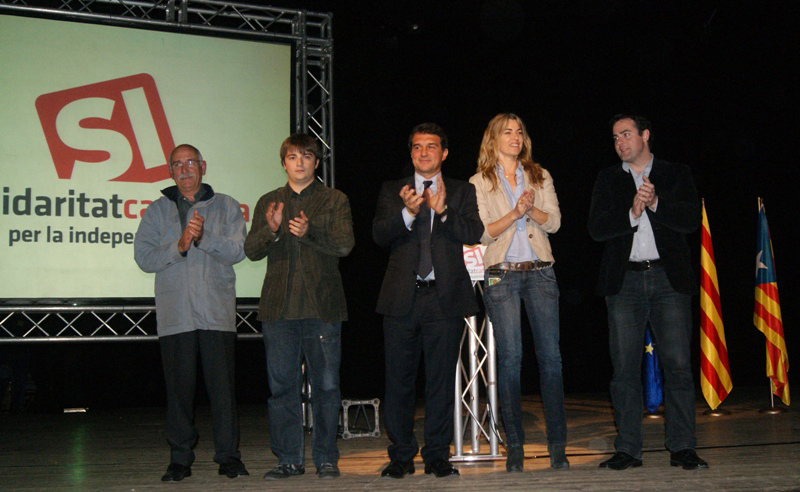
Joan Laporta y Anna Arqué, en el centro, durante un acto de campaña de Solidaritat Catalana per la Independència (SI) durante las elecciones al Parlamento de Cataluña de 2010.

Sin embargo, el subgrupo de Solidaritat Catalana per la Independència en el Parlament se rompió cinco meses más tarde, cuando Laporta manifestó su deseo de crear una coalición independentista con Esquerra Republicana y Reagrupament de cara a las elecciones municipales de ese año. Ante la oposición del resto de SI a la candidatura unitaria, el 10 de marzo de 2011 Laporta anunció la salida de Democràcia Catalana del subgrupo parlamentario, aunque sin renunciar él su acta de diputado, por lo que conservó su escaño como diputado no adscrito. Finalmente, Democràcia Catalana concurrió a las elecciones al Ayuntamiento de Barcelona junto a Esquerra Republicana de Catalunya-Acord Municipal y Reagrupament, formando la coalición Unitat per Barcelona, con Laporta como número dos en la lista —tras Jordi Portabella (ERC)— y Anna Arqué como número cinco. Con 33 593 votos en la cita electoral la coalición Unitat per Barcelona obtuvo dos concejales en la capital catalana, uno de ellos para Democràcia Catalana en la figura de Laporta.
En octubre de 2012, después que el Presidente de la Generalidad, Artur Mas, convocara elecciones anticipadas al Parlamento de Cataluña, Democràcia Catalana participó en un encuentro con Esquerra Republicana de Catalunya, Solidaritat Catalana per la Independència y Reagrupament, en un intento infructuoso de crear una candidatura conjunta del independentismo. Descartada cualquier opción de coalición, Laporta anunció que su partido no se presentaba a las elecciones al Parlamento de Cataluña de 2012, manifestando también que su deseo hubiese sido formar "una gran coalición del catalanismo político" con ERC y CiU, pidiendo a sus simpatizantes el voto para estas formaciones.
El líder del partido, Joan Laporta, anunció en noviembre de 2014 su intención de dejar la política al término de su mandato en el Ayuntamiento de Barcelona, en mayo de 2015.